# Festival de la Cançó d'Eurovisió 1987
El XXXI Festival de la Cançó d'Eurovisió fou retransmès el 9 de maig de 1987 en Brussel·les, Flandes. La presentadora va ser Viktor Lazlo, i la victòria va ser per al representant d'Irlanda, Johnny Logan -que havia estat vencedor el 1980- amb la cançó "Hold Me Now".

## Final

Països participants.
Països que hi van participar al passat però no el 1987.

| Núm. | País                | Intèrpret(s)                   | Cançó                                  | Posició | Pts |
| ---- | ------------------- | ------------------------------ | -------------------------------------- | ------- | --- |
| 01   | França              | Christine Minier               | Les mots d'amour n'ont pas de dimanche | 14      | 44  |
| 02   | Grècia              | Bang                           | Stop                                   | 10      | 64  |
| 03   | Espanya             | Patricia Kraus                 | No estás solo                          | 19      | 10  |
| 04   | Suècia              | Lotta Engberg                  | Boogaloo                               | 12      | 50  |
| 05   | Suïssa              | Carol Rich                     | Moitié-moitié                          | 17      | 26  |
| 06   | Iugoslàvia          | Novi Fosili                    | Ja sam za ples                         | 4       | 92  |
| 07   | Alemanya Occidental | Wind                           | Lass die Sonne in dein Herz            | 2       | 141 |
| 08   | Portugal            | Nevada                         | Neste barco à vela                     | 18      | 15  |
| 09   | Luxemburg           | Plastic Bertrand               | Amour, amour                           | 21      | 4   |
| 10   | Xipre               | Alexia                         | Aspro-mavro                            | 7       | 80  |
| 11   | Islàndia            | Halla Margrét                  | Hægt og hljótt                         | 16      | 28  |
| 12   | Àustria             | Gary Lux                       | Nur noch Gefühl                        | 20      | 8   |
| 13   | Finlàndia           | Vicky Rosti & Boulevard        | Sata salamaa                           | 15      | 32  |
| 14   | Països Baixos       | Marcha                         | Rechtop in de wind                     | 5       | 83  |
| 15   | Noruega             | Kate Gulbrandsen               | Mitt liv                               | 9       | 65  |
| 16   | Bèlgica             | Liliane Saint-Pierre           | Soldiers of love                       | 11      | 56  |
| 17   | Israel              | Lazy Bums                      | Shir habatlanim                        | 8       | 73  |
| 18   | Irlanda             | Johnny Logan                   | Hold me now                            | 1       | 172 |
| 19   | Turquia             | Seyyal Taner i Grup Lokomotif  | Şarkım sevgi üstüne                    | 22      | 0   |
| 20   | Regne Unit          | Rikki                          | Only the light                         | 13      | 47  |
| 21   | Dinamarca           | Anne Cathrine Herdorf i Bandjo | En lille melodi                        | 6       | 83  |
| 22   | Itàlia              | Umberto Tozzi i Raf            | Gente di mare                          | 3       | 103 |